# Bodajk Futball Club Siófok
El Bodajk Futball Club Siófok, o BFC Siófok, és un club de futbol hongarès de la ciutat de Siófok.

## Història
El club va néixer l'any 1921 com a Siófok SE. El mot Bodajk va ser afegit al nom l'any 2005 quan es fusionà amb el club del mateix nom. El seu major triomf fou la copa hongaresa guanyada la temporada 1983-84, en la qual derrotà el Rába Vasas ETO Gyõr per 2-1. Ha jugat a la primera divisió hongaresa entre els anys 1985 a 1994, de 1996 a 2000 i de 2002 a 2004.
Evolució del nom:
- 1921: Siófok SE
- 1956: Siófok Bányász SK
- 1998: Siófoki FC
- 1999: Balaton TV-Siófok FC
- 1999: Siófoki FC
- 2003: Balaton FC
- 2004: Siófoki Bányász SE
- 2005: Bodajk FC Siófok, fusió amb Bodajk FC
- 2006: BFC Siófok

## Palmarès
,* Copa d'Hongria: 
- - 1983-84
- Segona divisió hongaresa: 
  - 1995-96, 2001-02